# San Crescentino (Cantiano)
San Crescentino è una frazione del comune di Cantiano in provincia di Pesaro e Urbino. 
È Costituito da due parti: Pian di Balbano ed i Conti.

## San Crescentino
San Crescentino è un santo della Chiesa cattolica. Tradizionalmente è considerato un soldato romano, che avrebbe subito il martirio nel III secolo. È il santo patrono delle città di Urbino, nelle Marche, Città di Castello, in Umbria, e Crescentino in Piemonte.

## Natura
A San Crescentino vi è la strada che porta verso il Parco Naturale del Bosco di Tecchie, il più Grande della regione Marche. Sono presenti tantissime specie di Flora e di Fauna. Nel Bosco di Tecchie c'è la località chiamata Balbano basso, dove vi è un rifugio e alcune panchine; molto più avanti ce n'è un altro nella località chiamata Balbano Alto. Da qui il nome di una delle due metà di San Crescentino e al torrente in cui nasce: il Balbano.

## Eventi
- Sagra del Tartufo
- Sagra del Cinghiale
- Sagra del Gambero di Fiume